# 東京大学看護短期大学部
東京大学看護短期大学部（とうきょうだいがくかんごたんきだいがくぶ）は、東京都文京区において1965年以降に設置計画があったものの開学しなかった日本の国立短期大学である。詳細は後述。

## 概要
- 東京都文京区において設置される予定のあった日本の国立短期大学であり、併設元は言うまでもなく東京大学医学部。
- 1965年の開学を目指していた国立の看護短期大学3校のひとつであり[注 1]、看護に必要な理論と技術を教授・研究し、よき社会人としての職業と管理的能力のある看護婦を養成し、わが国における看護の発展に寄与することをねらいに設置計画が進められていた[注 2]。
- 1964年10月31日の時点では、翌年に併設看護短期大学を創設し、旧来の附属看護婦学校は廃止にする方針だった[3]。
- しかし、開学を見送る結果となる[7]
- その後、さらに2回にわたって申請した[1]ものの、結局は開学に漕ぎつけることができなかった[注 3]。

## 設置予定の学科
- 看護学科[注 4]